# Пенитро (Латина)
Пенитро је насеље у Италији у округу Латина, региону Лацио.
Према процени из 2011. у насељу је живело 2132 становника. Насеље се налази на надморској висини од 40 м.